# Pongjŏng sa
Pongjŏng sa (봉정사 Klasztor Pawilonu Feniksa) – koreański klasztor, znajduje się w nim najstarszy budynek w Korei. 

## Historia klasztoru
Założycielem klasztoru był Ŭisang w roku 672. Według legendy wybrał miejsce na klasztor rzucając papierowego feniksa z pobliskiego klasztoru Pusŏk sa, który wylądował u stóp góry Ch'ŏndŭng. W 1972 r. podczas prac remontowych w Kŭngnakchŏn (Gmach Mistrzów) odkryto napis na jednej z belek, według którego, założycielem klasztoru był uczeń Ŭisanga - Nŭng'in Taedŏk.
W 1363 roku podjęto gruntowną rekonstrukcję klasztoru. W 1625 roku przeprowadzono prace renowacyjne. Również wykonano takie prace w roku 1972.
Klasztor zajmuje powierzchnię 1650 m² i jest największą buddyjską świątynią w rejonie Andong.

## Znane obiekty
- Kŭngnakchŏn - gmach uważany za najstarszy w Korei; kilkakrotnie odnawiany, zachował oryginalną strukturę. Skarb Narodowy nr 15

Skarby regionalne
- Taeungjŏn - główny gmach ze wspaniałymi muralami. Skarb nr 55
- Hwaŏm Kangdang - gmach nauki wybudowany w 1588 roku. Skarb nr 448
- Kogŭmdang - mały budynek wybudowany w 1616 roku. Skarb nr 449

## Adres klasztoru
- 222 Bongjeongsa-gil, Seohu-myeon (901 Taejang-ri), Andong, Gyeongsangbuk-do, Korea Południowa

## Galeria

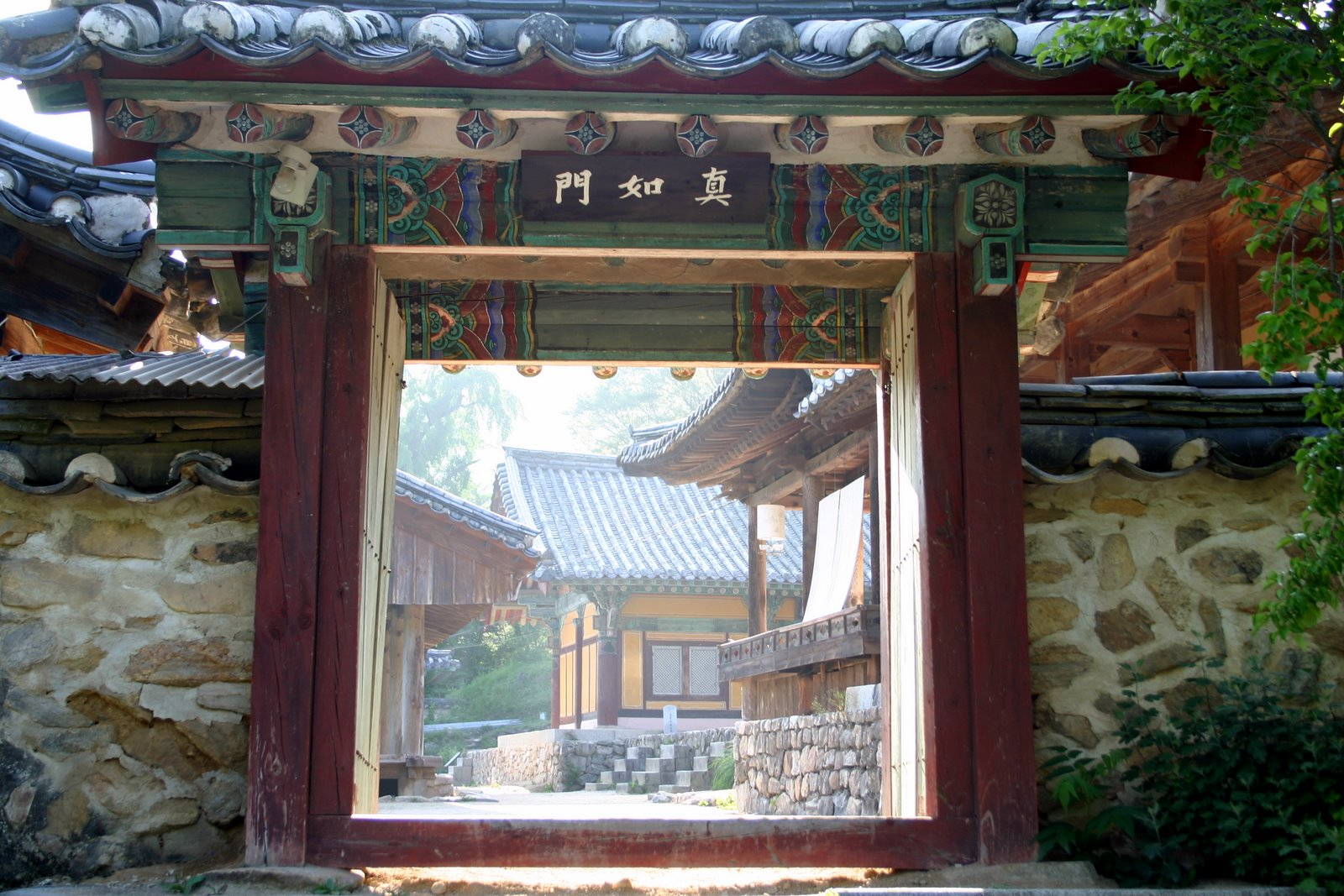
Brama
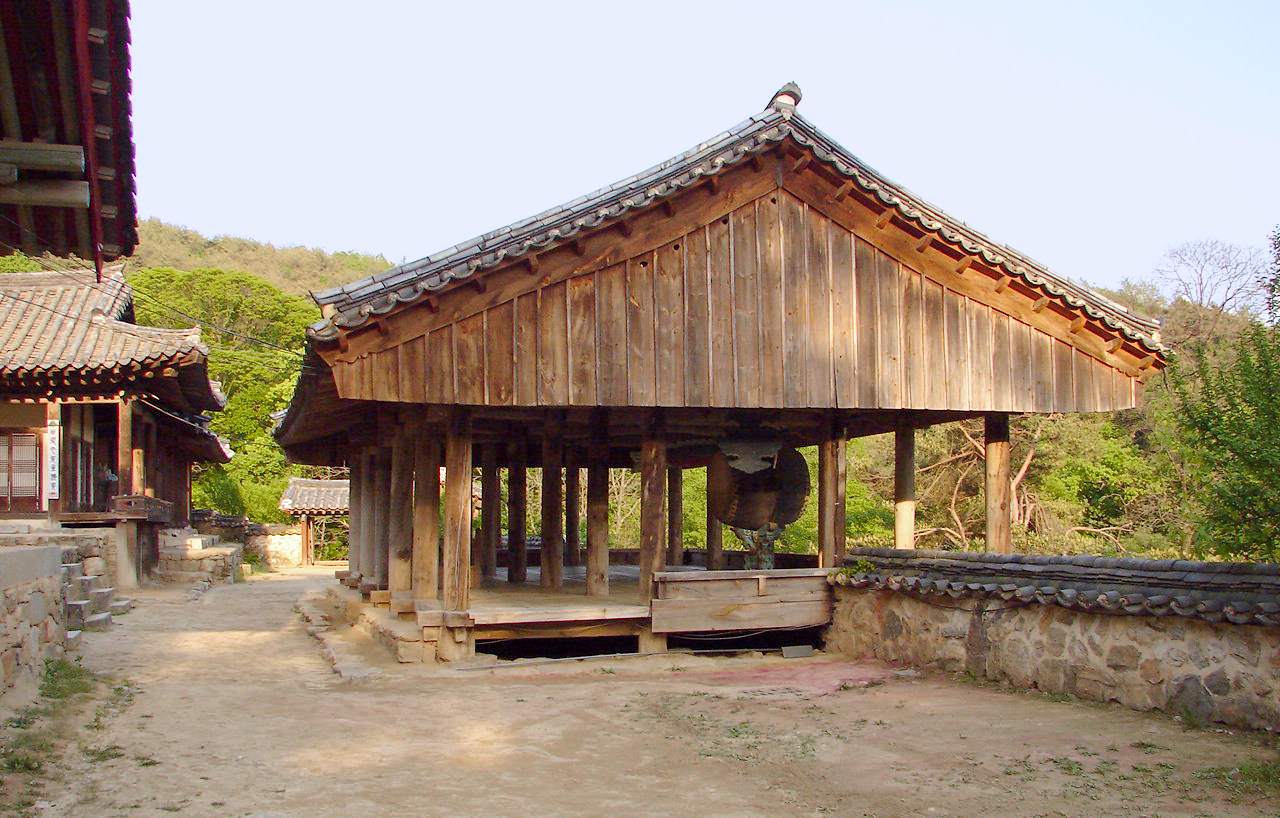
Pawilon bębna
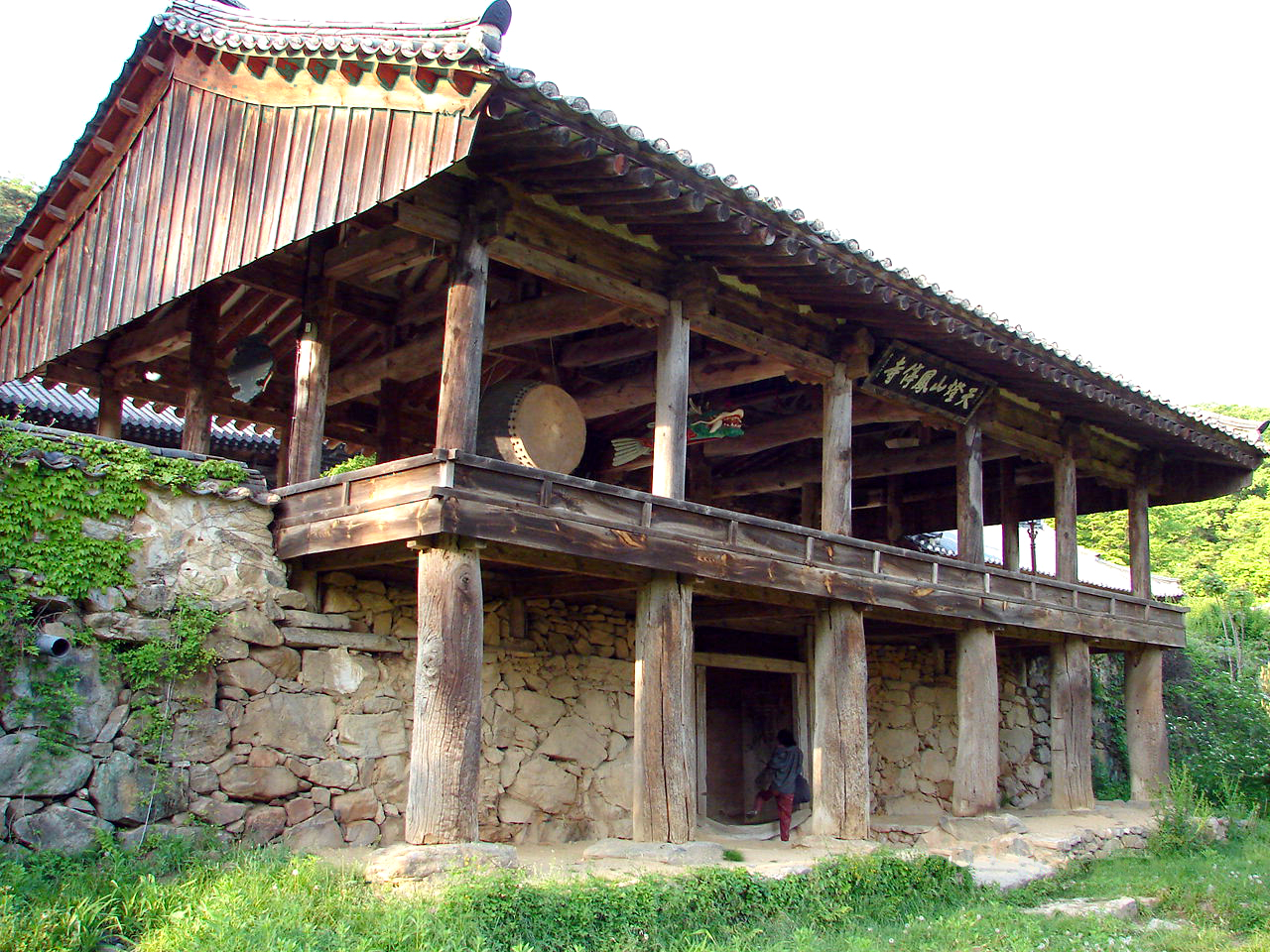
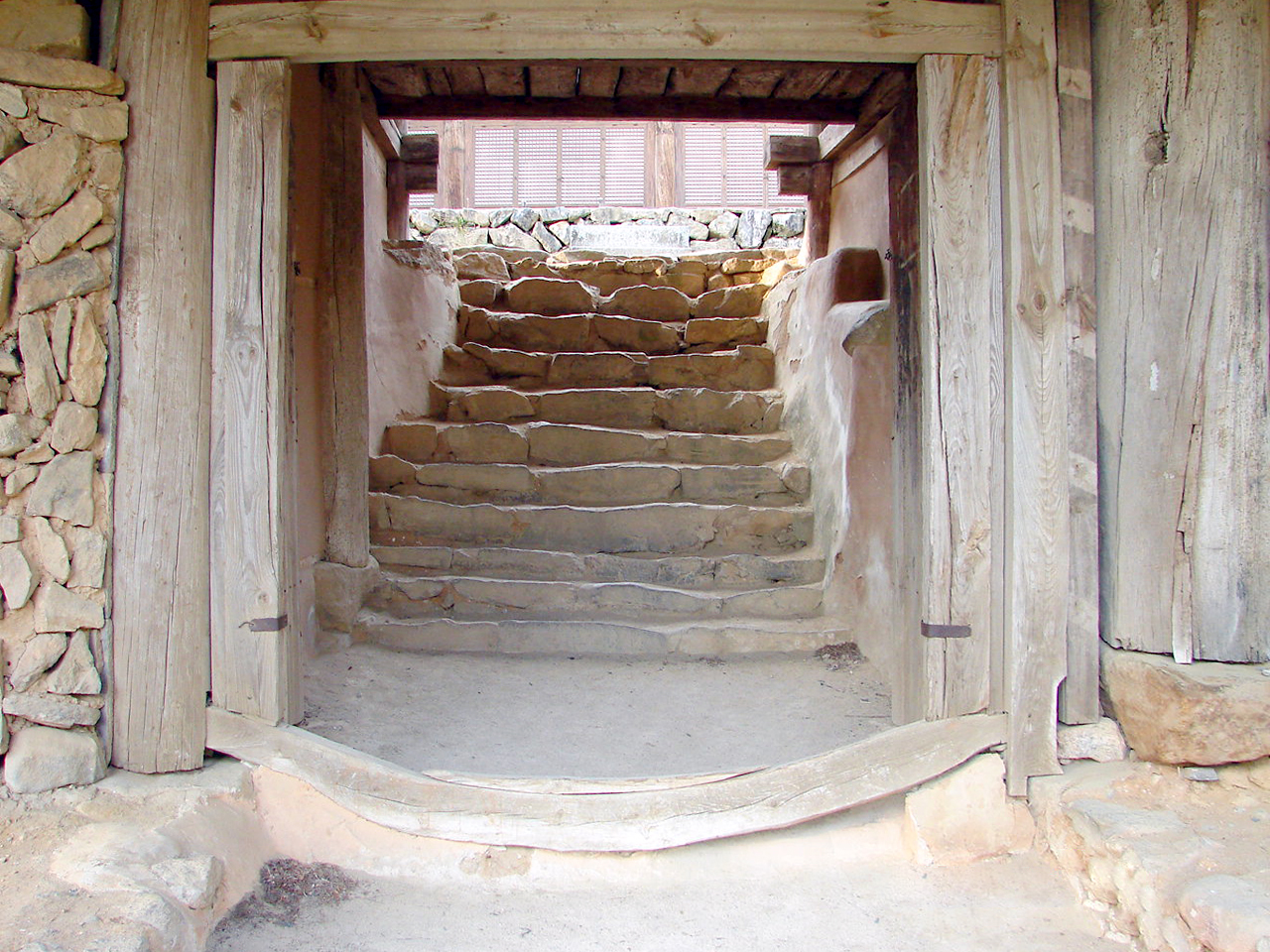
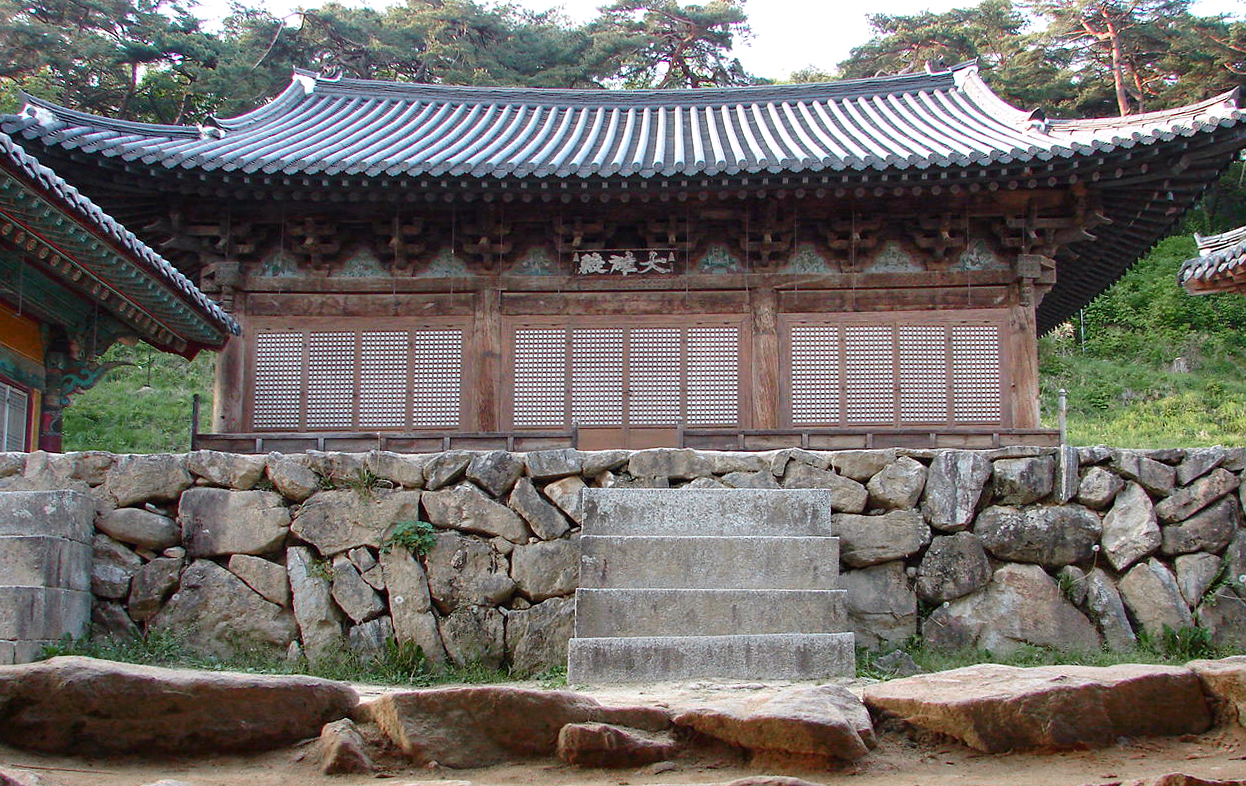
Taeungjŏn
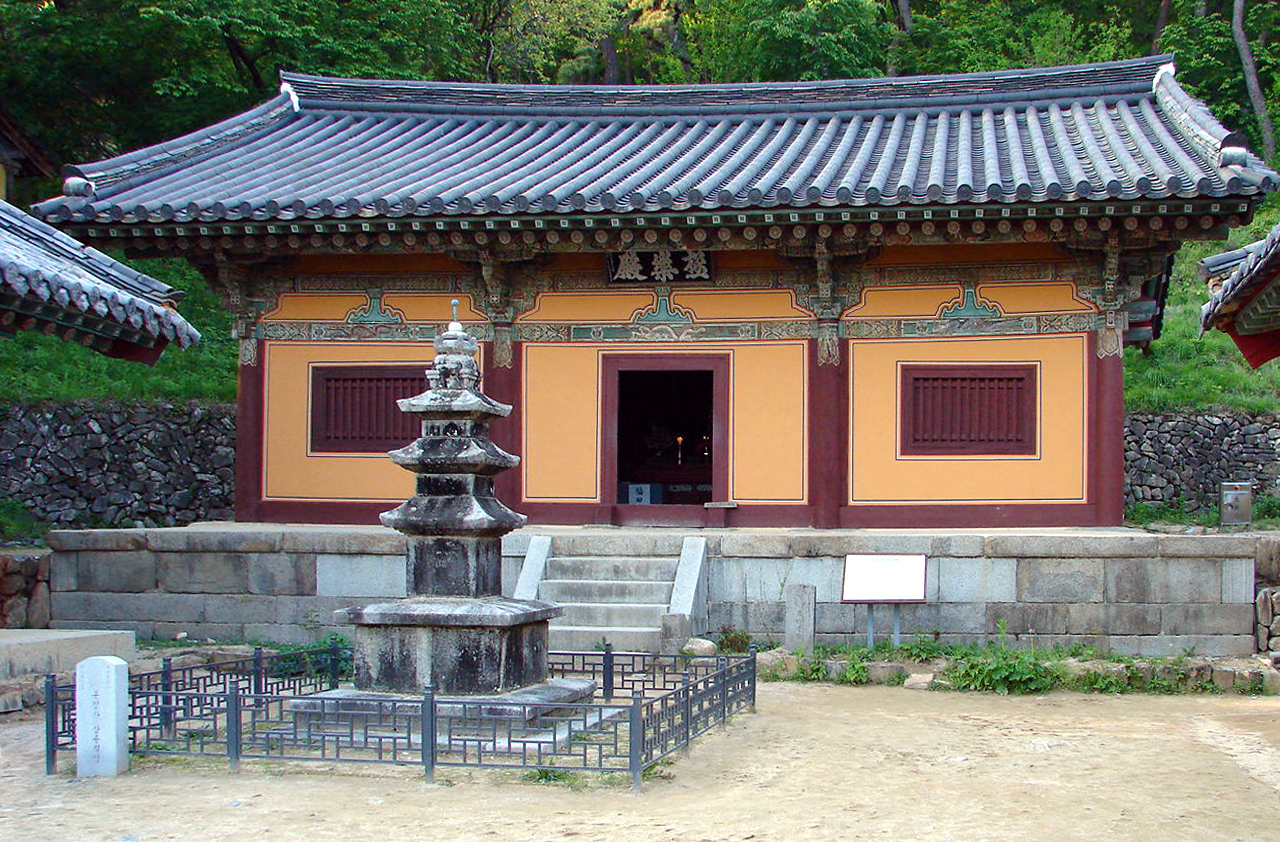
Kŭngnakchŏn
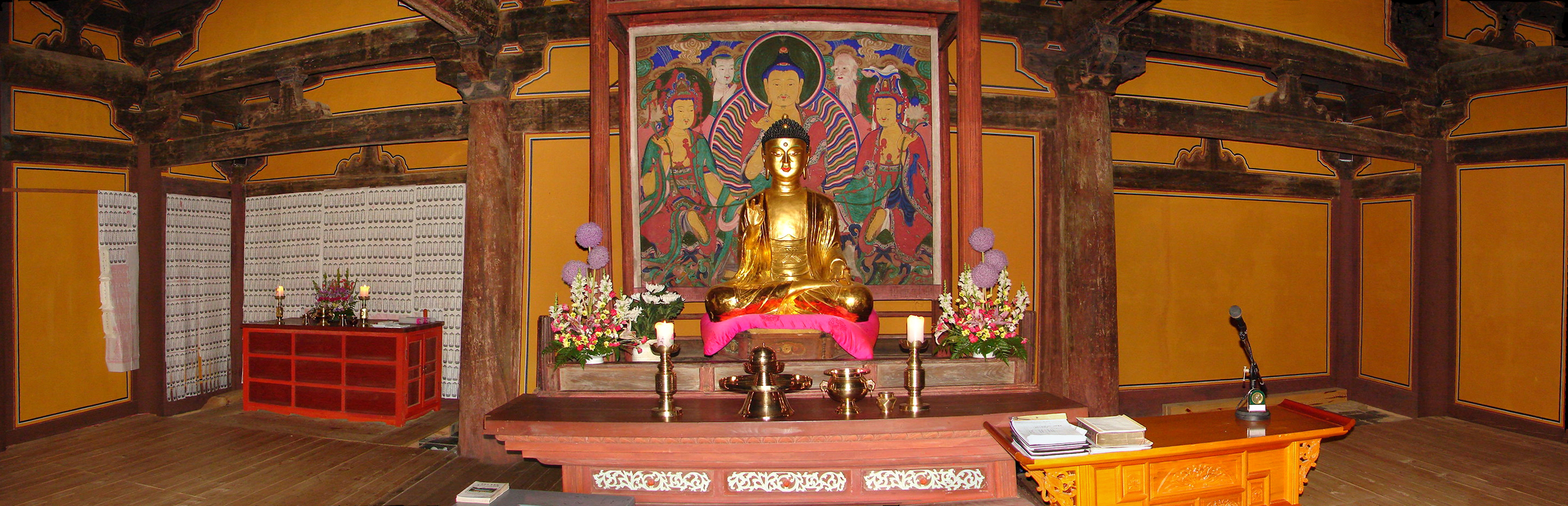
Wnętrze Kŭngnakchŏnu
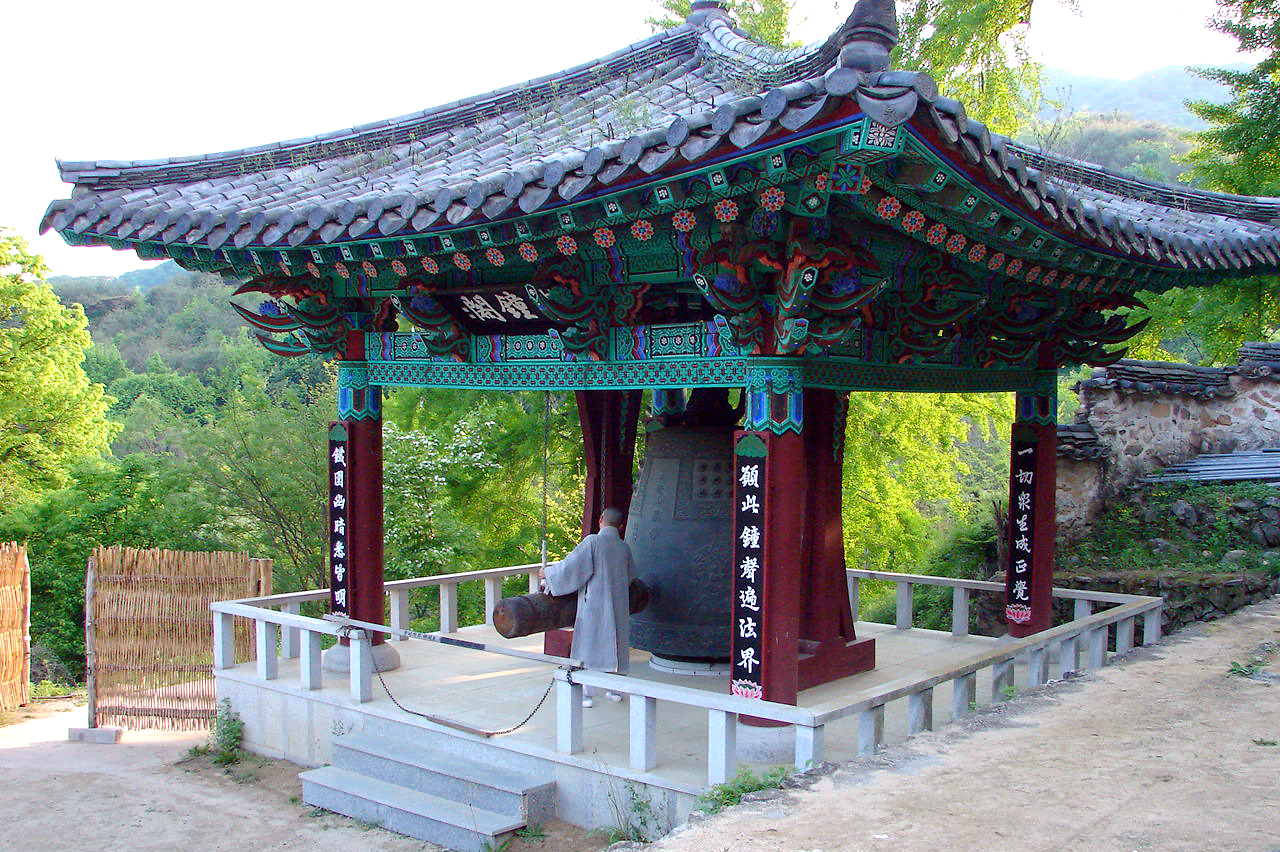
Pawilon dzwonu
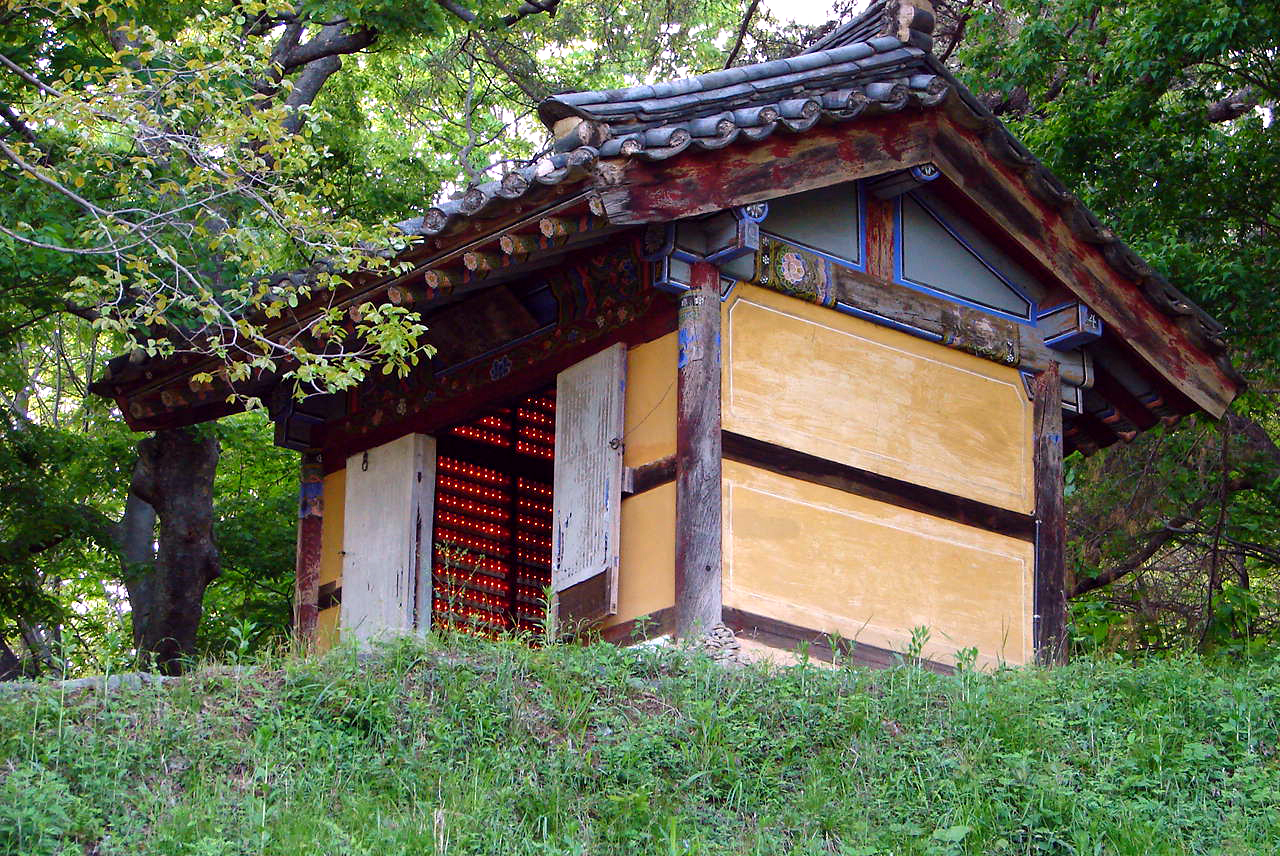
Górska kaplica
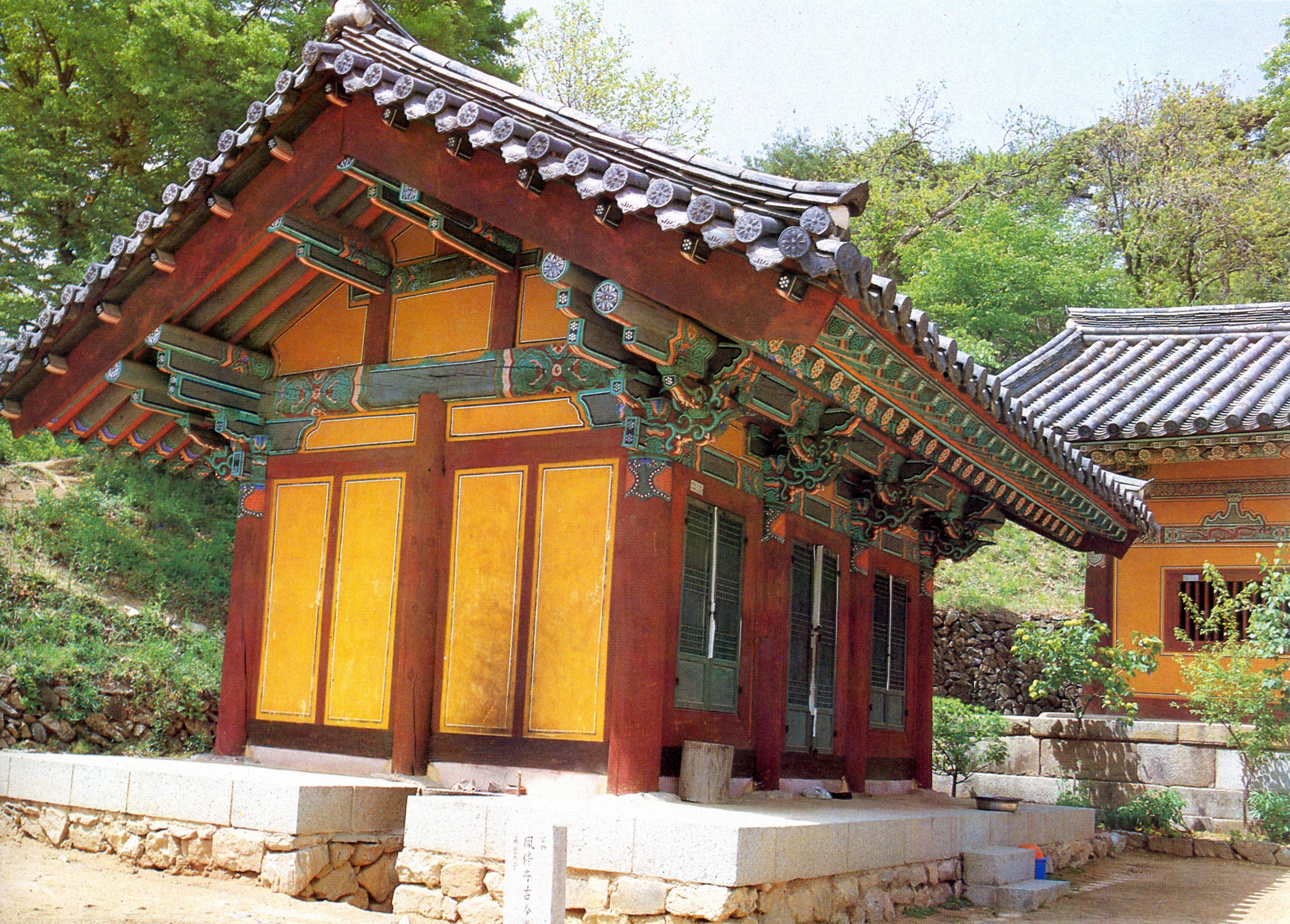
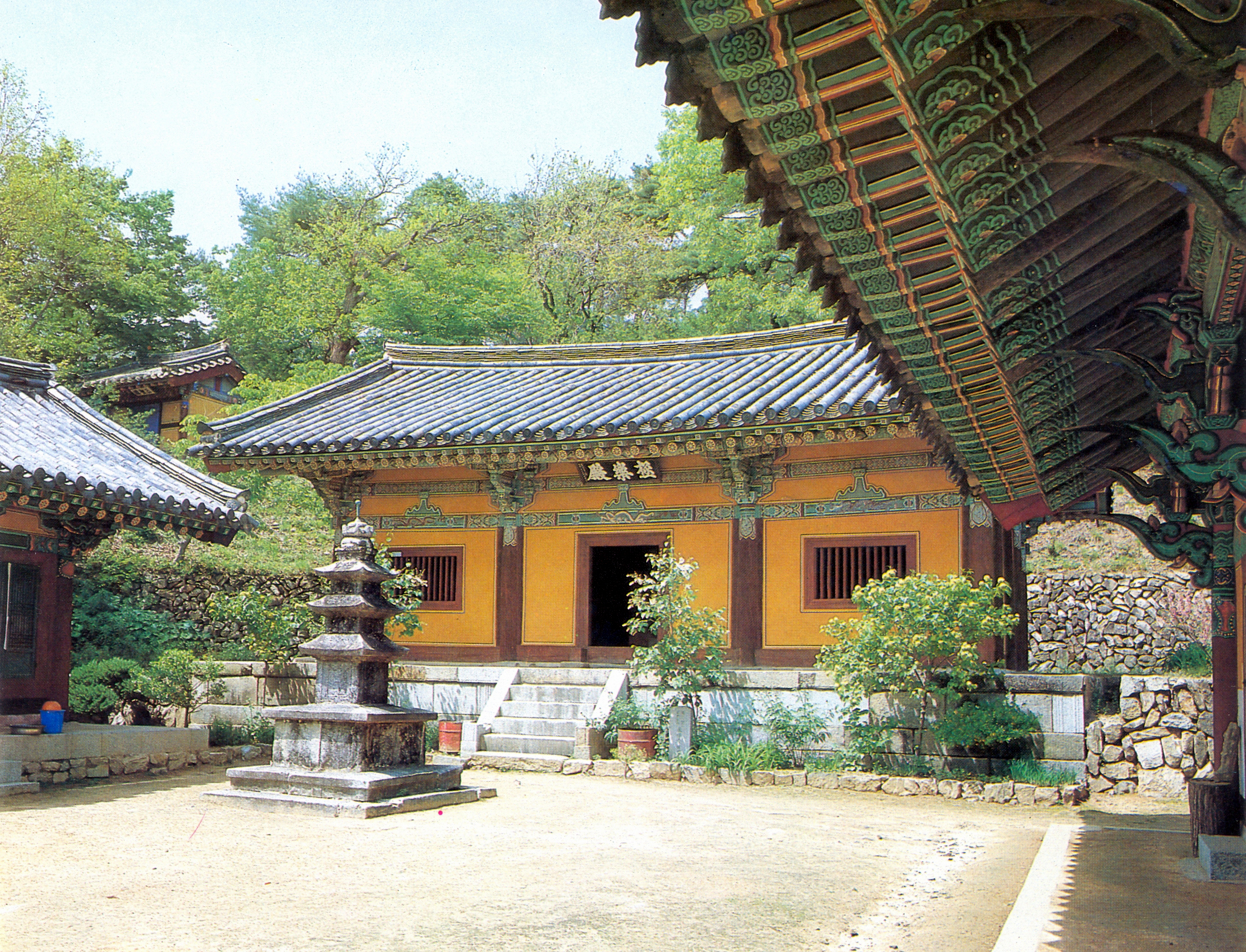
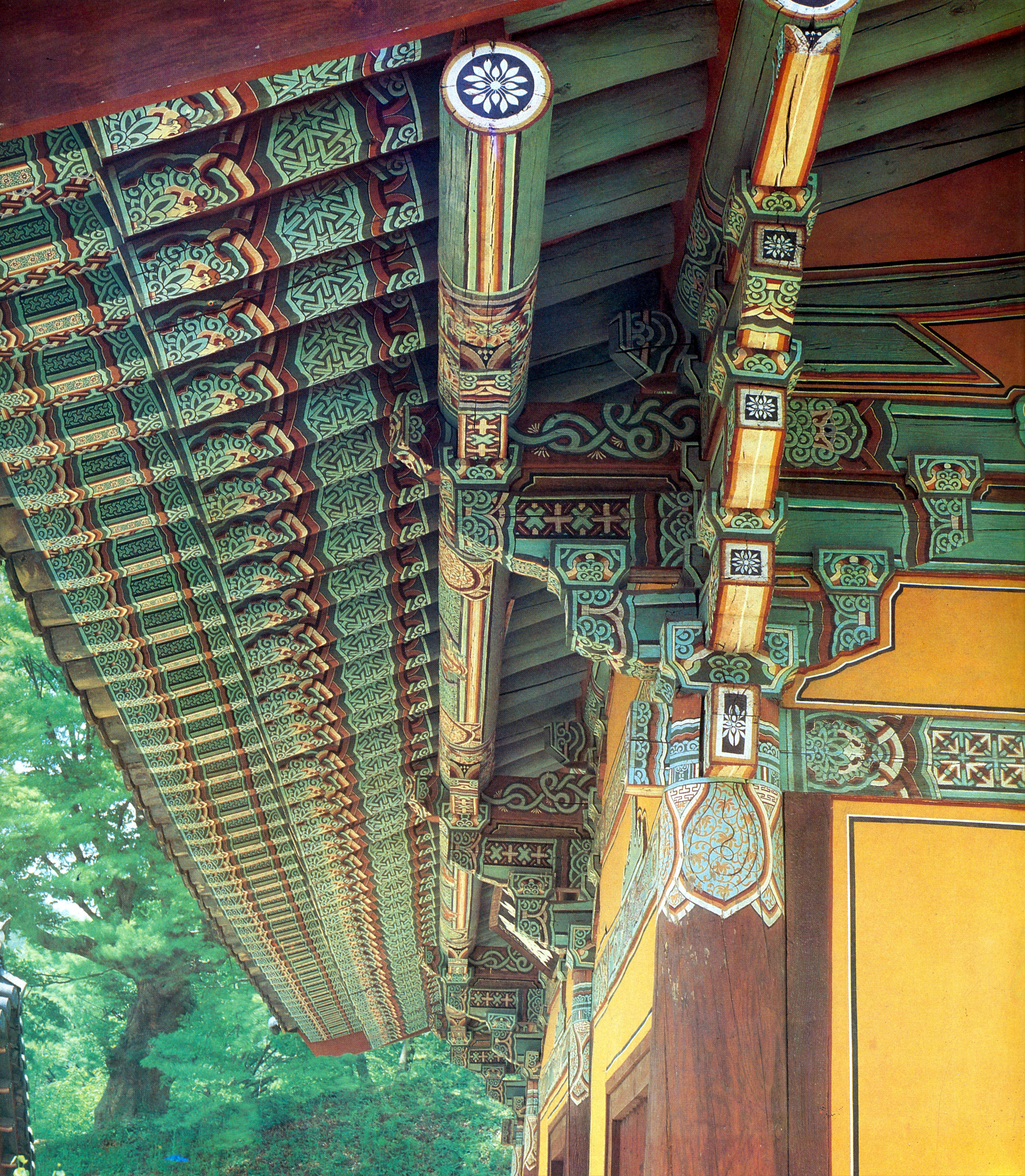
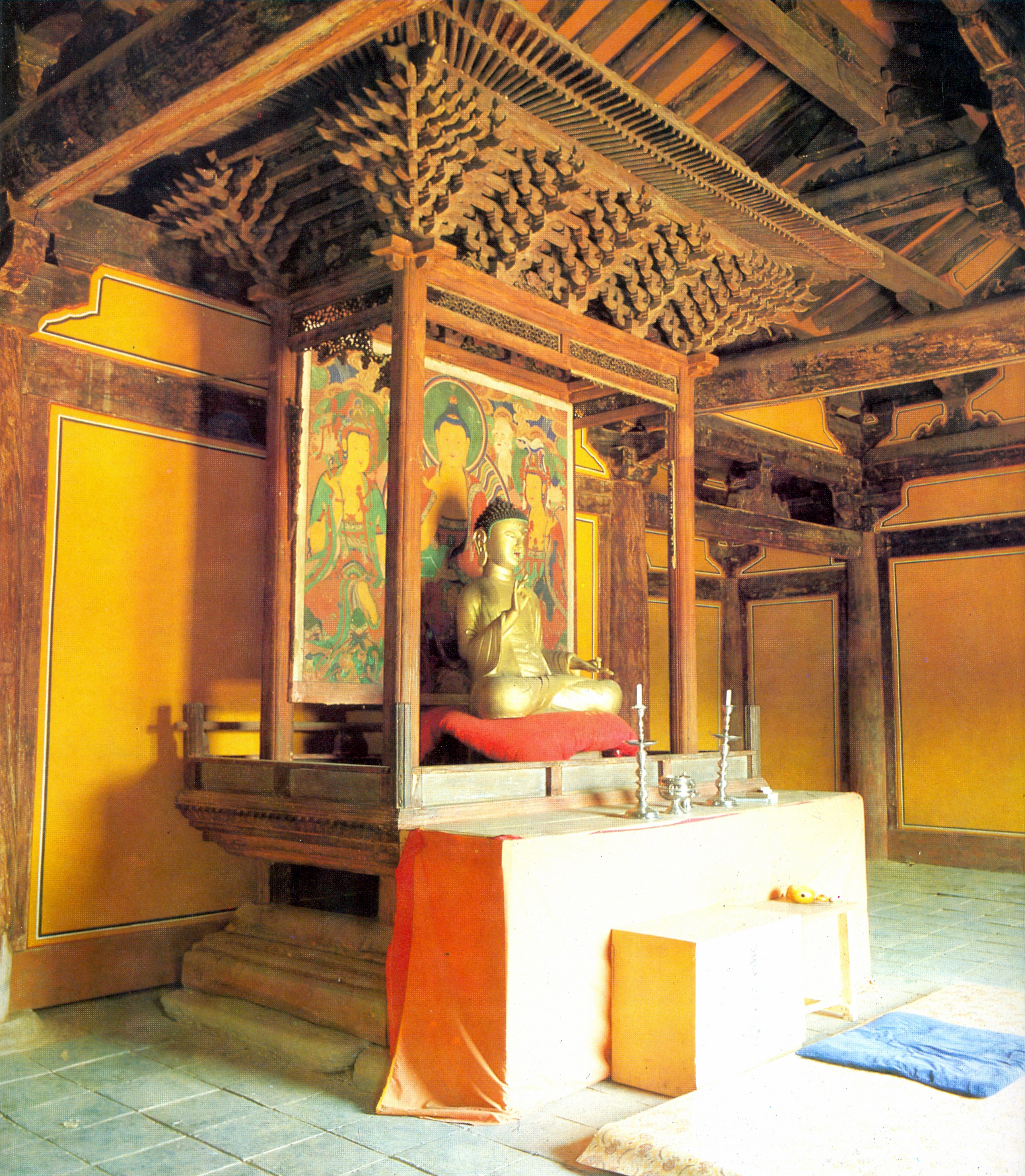
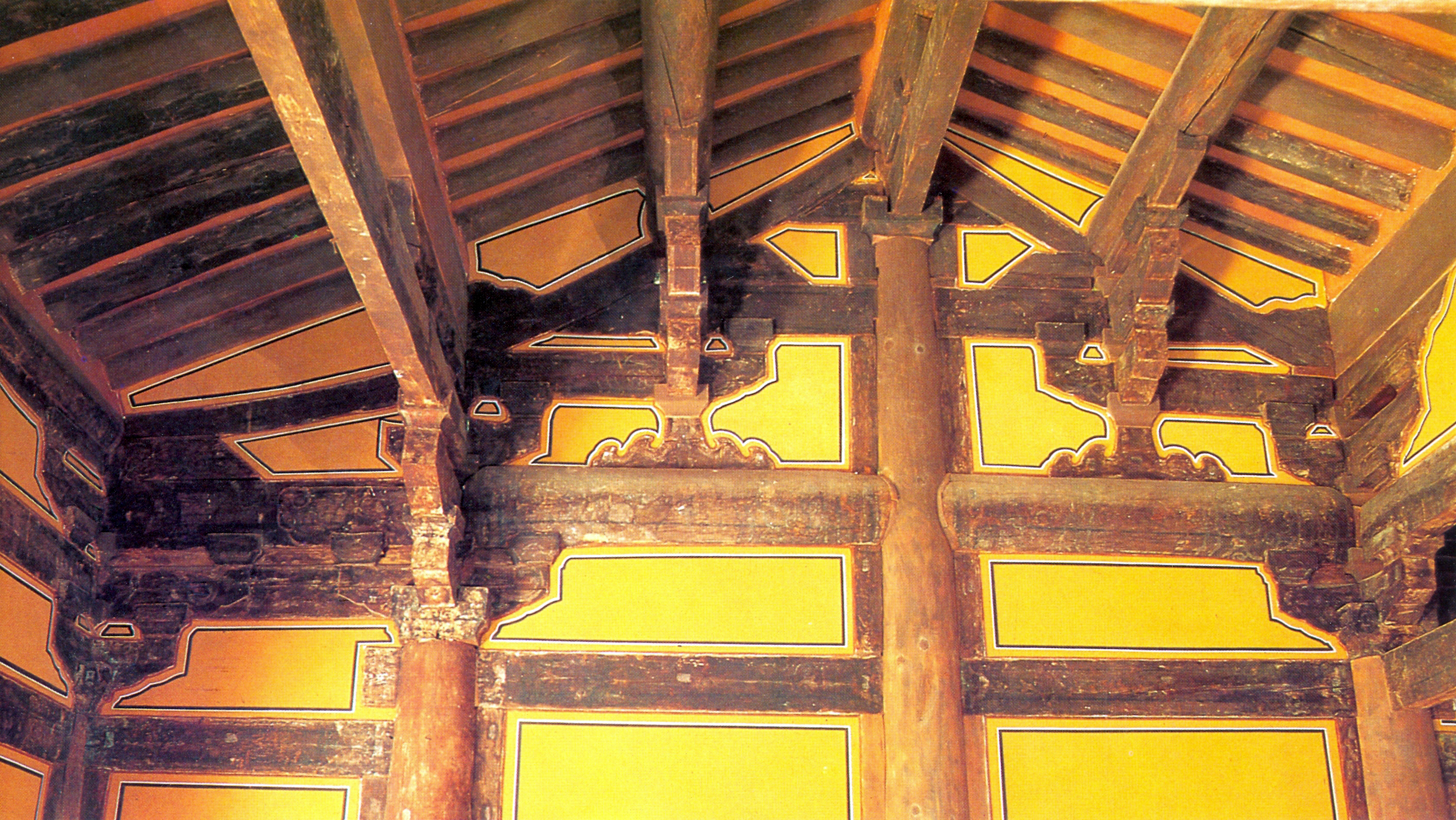
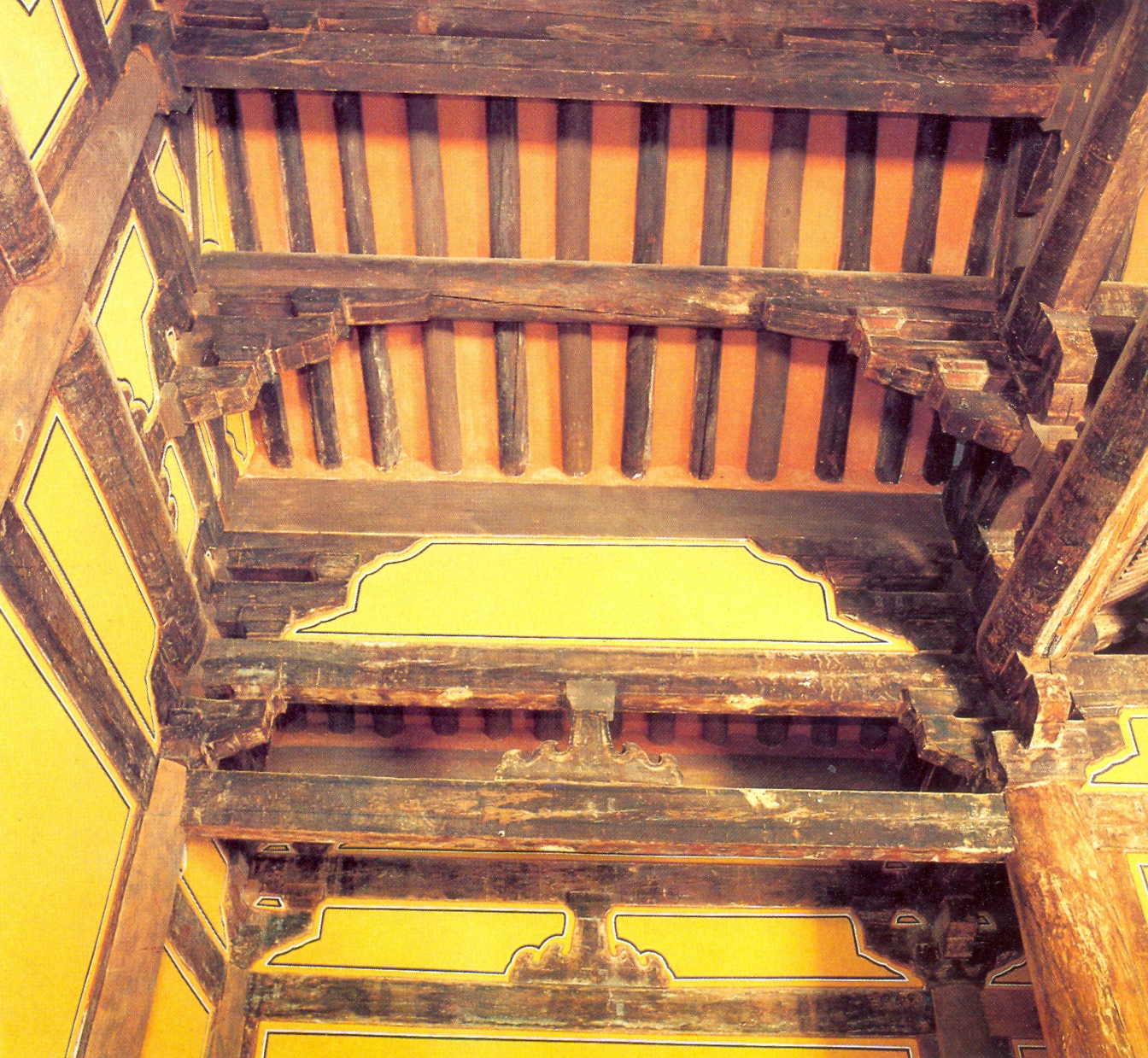
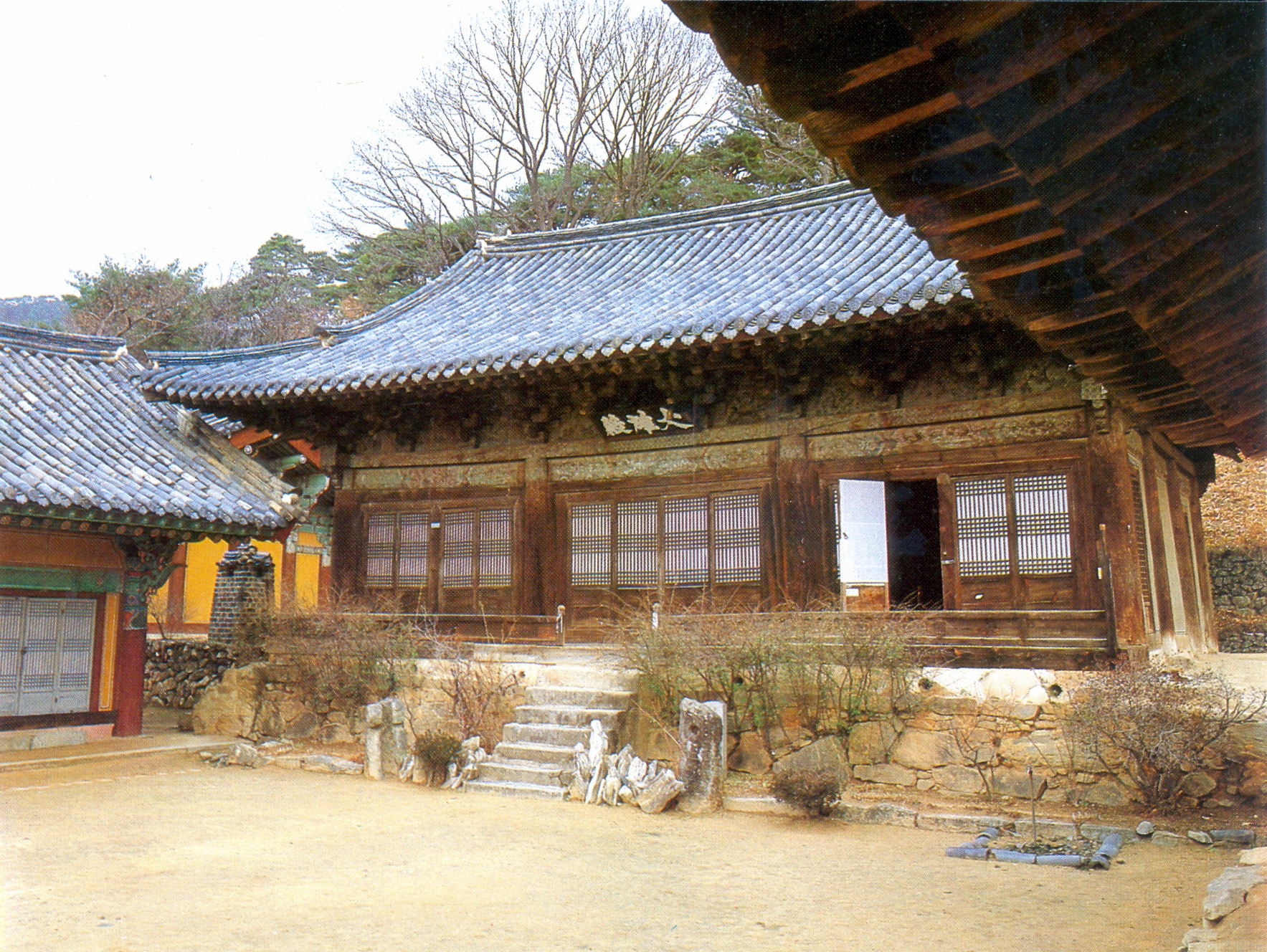
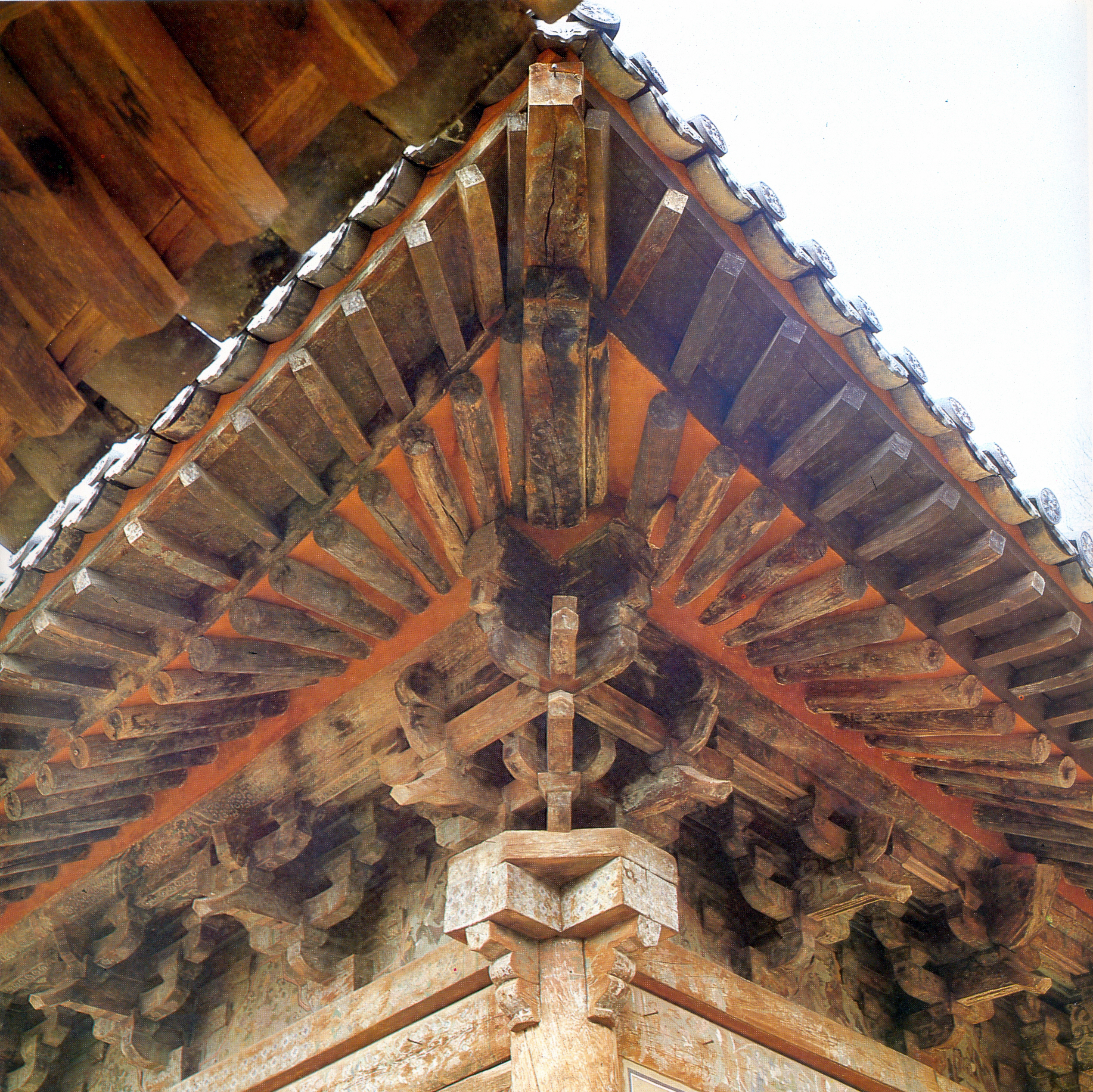
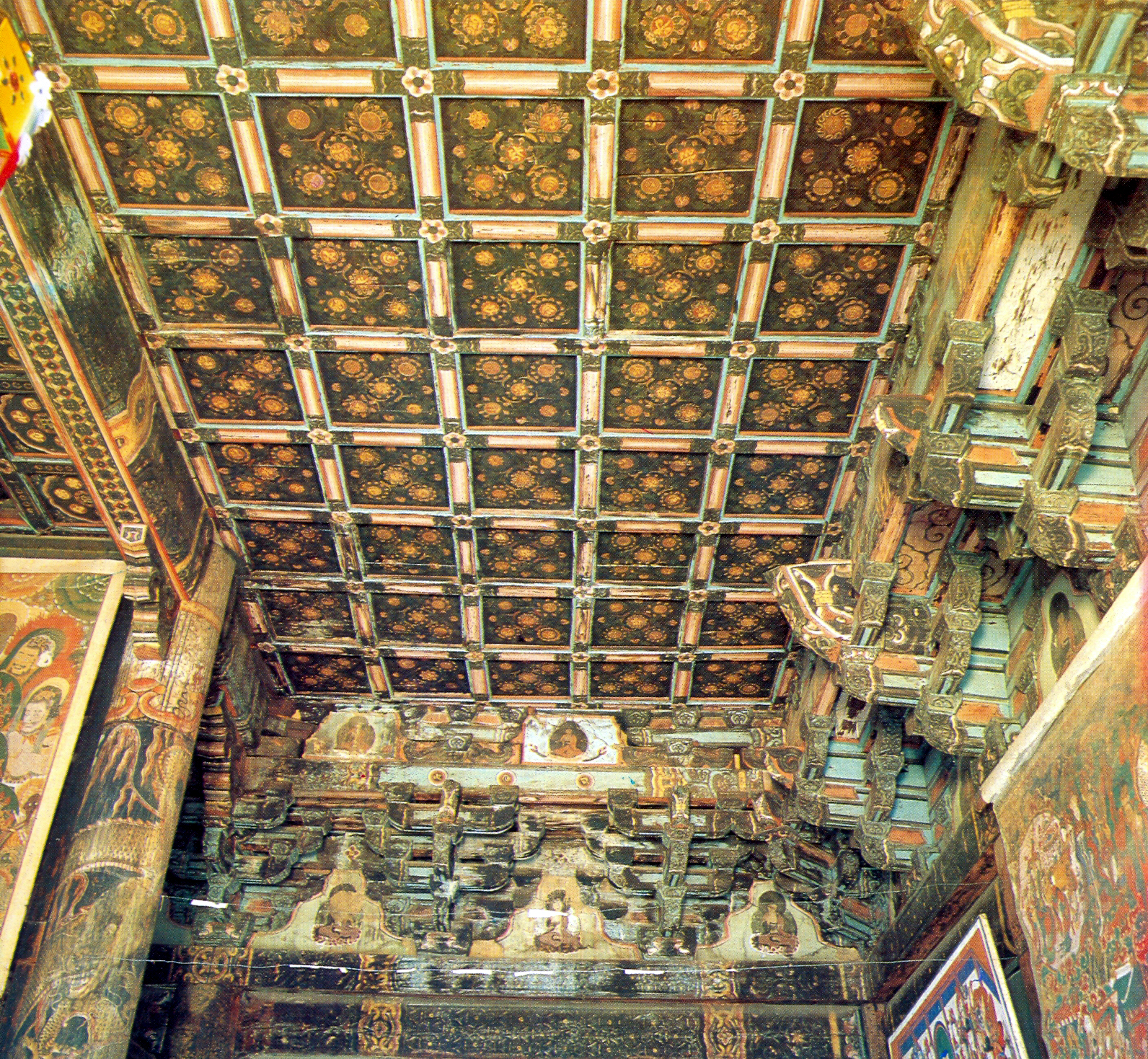
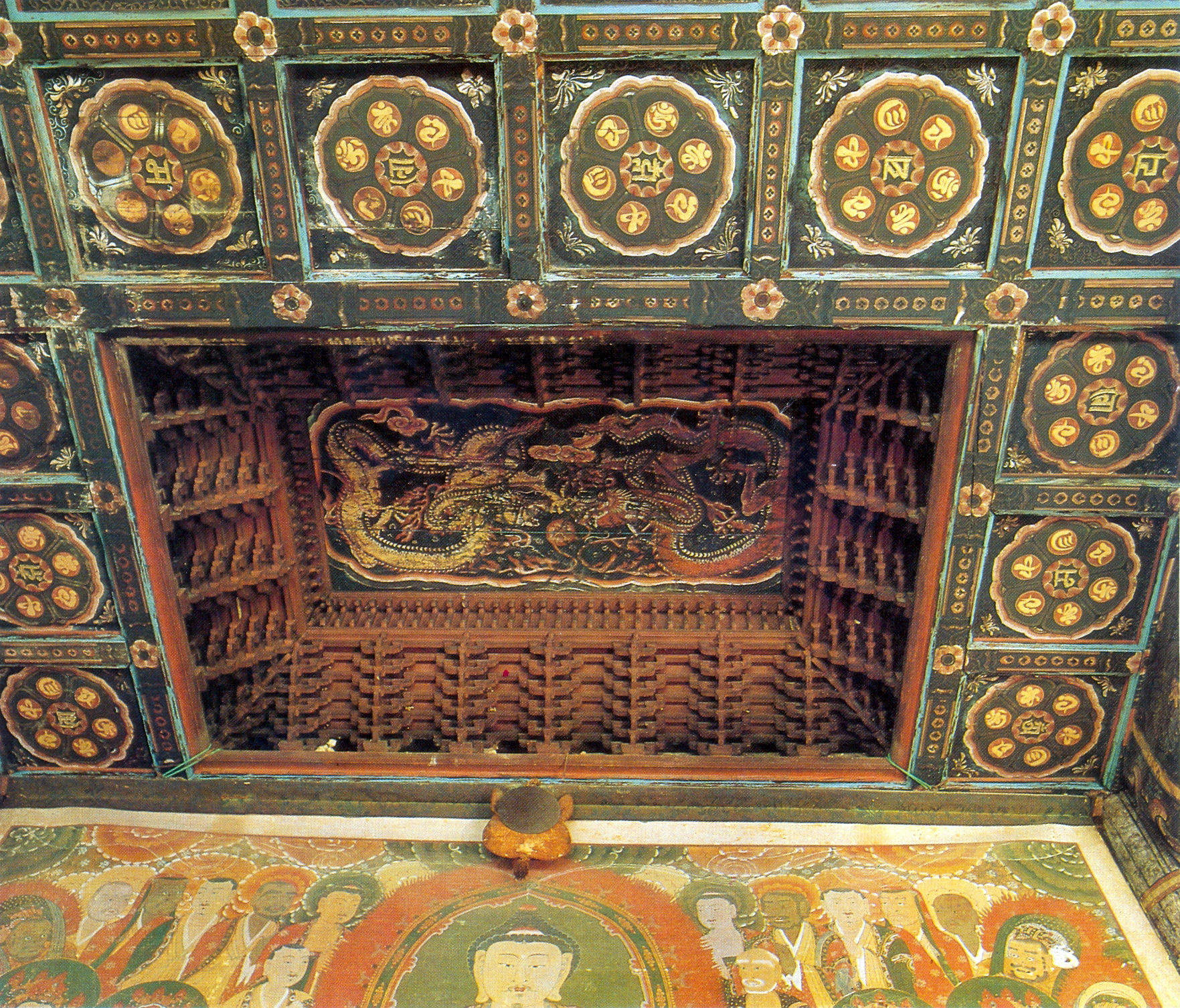
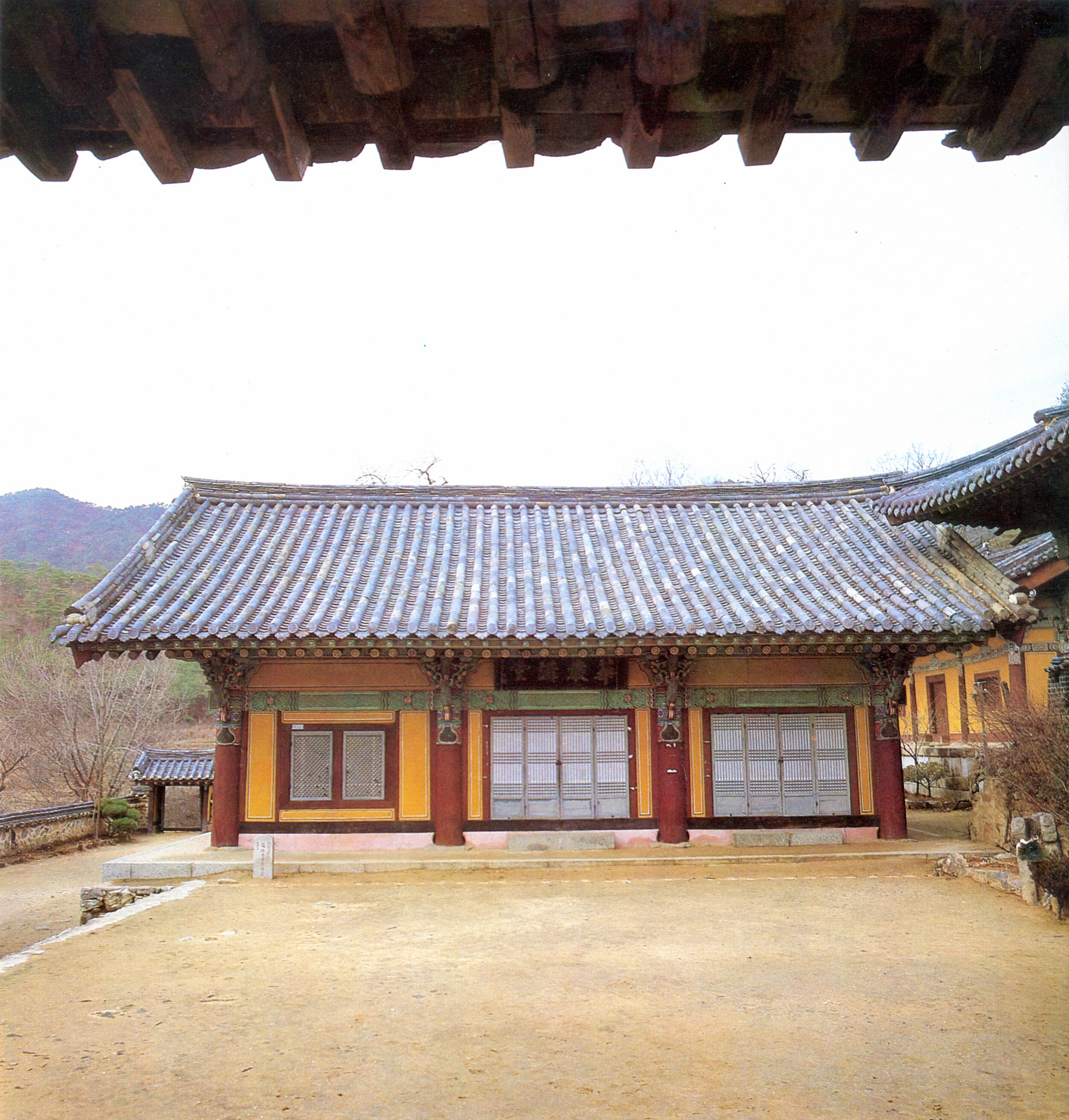
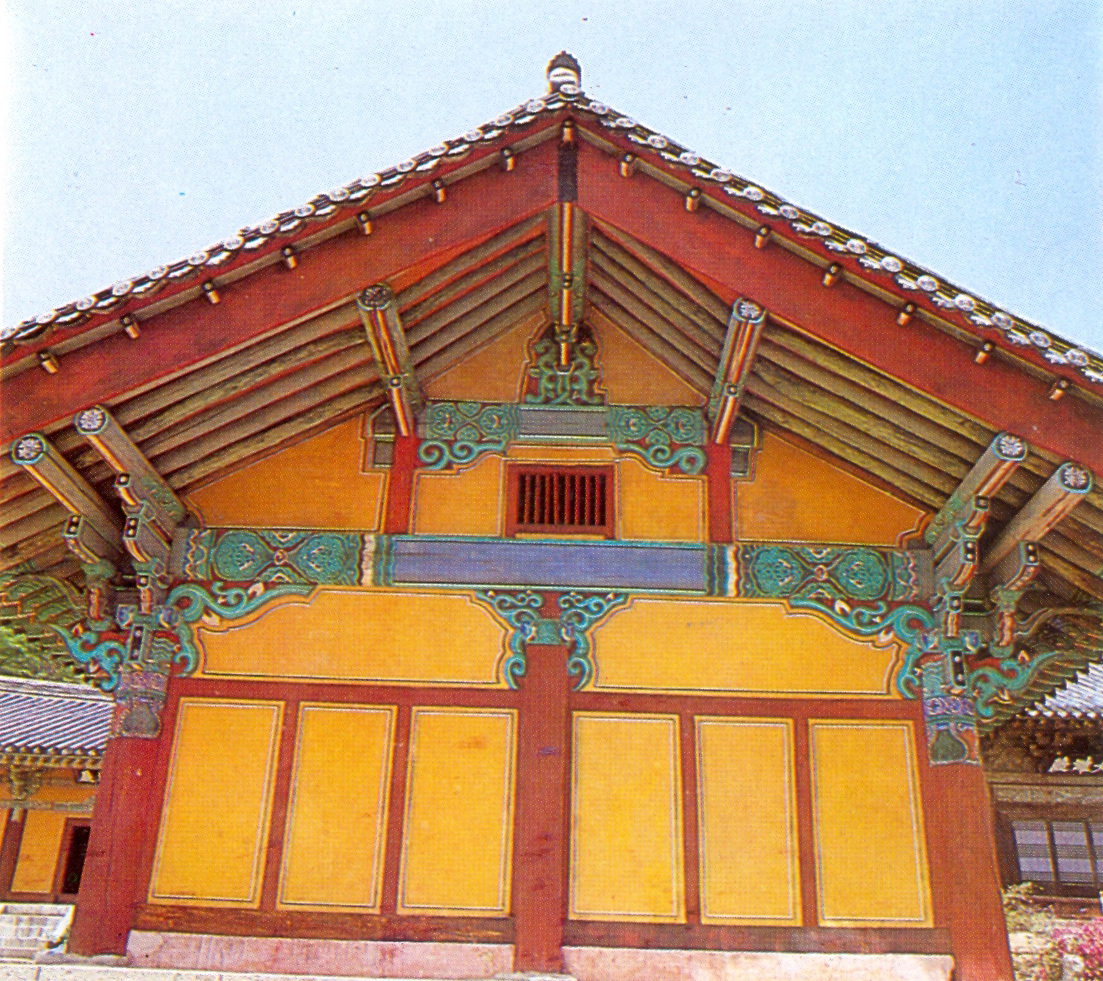